# Inkariket
För andra betydelser, se Inka.
Inkariket, eller Inkaimperiet (quechua: Tawantinsuyu), var den största statsbildningen i västra Sydamerika under förcolumbiansk tid. Det administrativa, politiska och militära centrumet för riket var staden Cusco i dagens Peru. Inkacivilisationen växte fram i Perus högländer någon gång under tidigt 1200-tal. Från 1438 till 1533 inkorporerade Inkafolket genom att använda en rad olika metoder, från erövring till fredlig assimilation, en stor del av västra Sydamerika till en stat jämförbar med de historiska imperierna i Gamla världen. Under Inkarikets höjdpunkt sträckte det sig från det som i dag är Colombia, Ecuador, Peru och Bolivia till Chile och Argentina. Det var mer än 4 000 km långt och täckte ett territorium på mer än tre miljoner kvadratkilometer.
Det officiella språket i riket var quechua, även om hundratals lokala språk och dialekter av quechua talades.

## Namnet

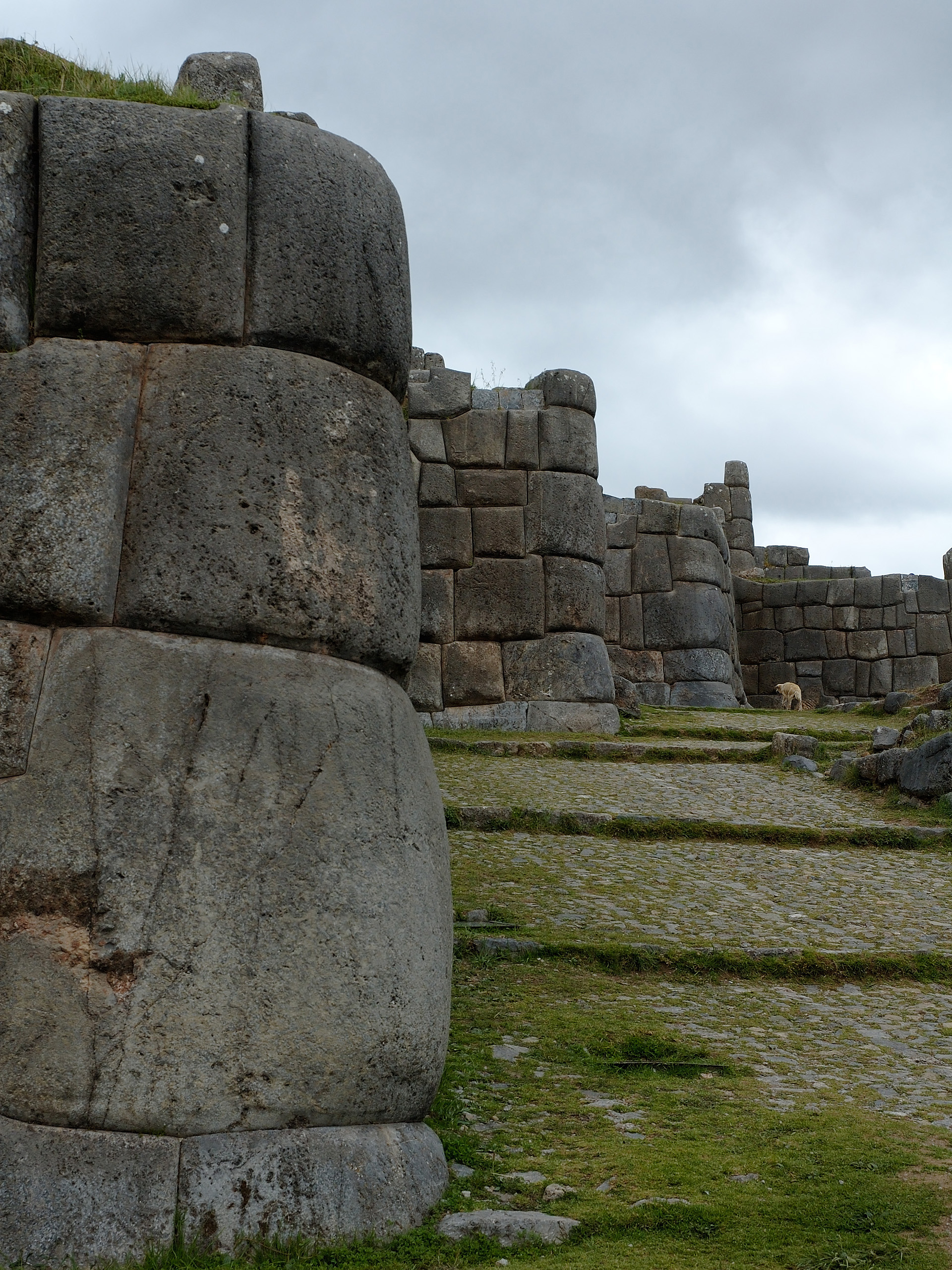
Sacsayhuamán, inkafolkets fäste i Cusco.

Inkafolket refererade till sitt rike som Tawantinsuyu (quechua för tawa = fyra, suyu = område, provins eller rike), vars centrum var huvudstaden Cusco. Namnet Tawantinsuyu var därför en beskrivande text, som syftade på en union av provinser. Spanjorerna translittererade namnet som Tahuantinsuyo eller Tahuantinsuyu', vilket fortfarande används idag.

## Historia
Med inkan Pachakutiqs (nionde inkan) styre börjar Inkarikets eller Tawantinsuyus egentliga historia. Under Pachakutiq, som man brukar räkna som Inkarikets förste historiske härskare, inte bara erövrades och inkorporerades en rad områden och samhällen utan framförallt organiserades landet på ett sådant sätt, inte minst militärt, att det möjliggjorde Inkarikets expansion och starka ställning under de kommande åren fram tills de spanska erövrarna – conquistadorerna – anlände 1532.

En vy över Machu Picchu, den forna Inkastaden.

Pachacutis regeringstid började i början av 1400-talet, ibland kallad "den störste man som sprungit ur Amerikas infödda folk".
Tawantinsuyu var uppdelat i de fyra regionerna:
- Chinchaysuyu, området norr om Cusco
- Quntisuyu, området väster om Cusco
- Antisuyu, området öster om Cusco
- Qullasuyu, området söder om Cusco.

Imperiets administrativa språk var quechua, men över 700 olika språk talades.
Mittpunkten i Inkariket var soltemplet Inti-Huasi på tempelområdet Coricancha i Cusco, som var världens navel. Därifrån strålade gränslinjerna för de fyra områdena ut, inte exakt enligt väderstrecken men på ett ungefär.

## Samhälle och kultur
Staten var organiserad på teokratiska principer. I spetsen stod kungen, Inka, som dessutom var överstepräst och son till solguden. Närmast kungen kom prästerna och till sist folket. Endast prydnader gällde som privategendom. Däremot var jorden statsegendom och fördelades, liksom skörden, efter regelbundna tidsperioder. Folket indelades i "tiondelag" och hundra familjer bildade tillsammans en enhet. Dessa familjer ansvarade växelvis för arbetet med att bruka jorden. Varje yrke gick i arv från far till son.
Åkerbruk och konstslöjd var högt utvecklade. Man odlade majs, potatis, bananer och agaver. Jorden gödslades med guano, och fälten bevattnades med hjälp av långsträckta ledningar. Två gånger om året fördelades ull och bomull (till kläder) samt säd. Kläderna tillverkades under kontroll av ämbetsmän.
De dödas lik balsamerades till mumier. Järnet, bokstavsskriften och hästen kände man inte till. Det förstnämnda ersattes genom kopparn, skriften genom ett system av knutar i långa trådar (quipu) och hästen genom laman.

### Vägar och andra anläggningar
Inkariket är känt för sina anläggningar: tempel, palats, fästningar, terrasserade sluttningar, breda vägar för militärens behov, akvedukter (vattenledningssystem) och andra offentliga byggnadsverk.
Deras vägar är mest anmärkningsvärda och det återstår tillräckligt för att man skall inse hur magnifika de var. Det fanns många sådana huvudvägar, som genomkorsade landet i olika riktningar; men de mest betydande var två mellan Quito och Cusco. Från huvudstaden utgick de i två riktningar söderut, en av dem i riktning mot det som i dag är Chile. En av dessa gick över höglandet, en annan genom lågländerna vid oceanen. Kustvägen var delvis konstruerad som en vall över myrar, kärr och andra hinder. 
Längs vägarna byggdes små hus på cirka åtta km avstånd från varandra. I varje sådan station (tambo) fanns budbärare kallade chasquis: deras uppgift var främst att vidarebefordra meddelanden från regeringen. Budskapen var antingen muntliga, eller också var de så kallade quipus, meddelanden gjorda med det system av olikfärgade snören och knutar, som i deras kultur motsvarade vårt skriftspråk. Om budskapet inte var avsett att vara offentligt var det omknutet med garn av samma karmosinröda färg som man använde vid inkornas tempel och betraktades med stor vördnad. 
Personer vilka tjänstgjorde som chasquis var klädda i en särskild uniform. Deras löpning möjliggjorde att budskapen framfördes i upp emot 250 km per dygn. Chasquisernas uppgift var inte enbart att framföra budskap utan de förde också olika slags varor och artiklar till hovet. 
Vägsystemet användes också för militära ändamål, för att bibehålla härskarnas kontroll över det vidsträckta riket. Det är också anmärkningsvärt att både aztekerna och inkorna, oberoende av varandra, hade utvecklat liknande system för kommunikation och transport.